# Козлик, Игорь Владимирович
Игорь Владимирович Ко́злик (укр. Ігор Володимирович Козлик; род. 4 декабря 1961, Станислав, ныне Ивано-Франковск) — украинский литературовед, кинодокументалист, автор биобиблиографических трудов по истории украинской медицины ХХ ст. Доктор филологических наук (2008), профессор (2010). Ученик профессора Теплинского М. В. и профессора, члена-корреспондента АН УССР Крутиковой Н. Е.

## Биография
Родился 4 декабря 1961 года в г. Станислав (ныне Ивано-Франковск) в рабочей семье.
Среднее образование получил в местных школах — восьмилетней № 8 (1969—1977, учитель зарубежной (русской) словесности Тамара Даниловна Нисонская (1929—2002)) и средней № 2 (1977—1979, учитель зарубежной (русской) словесности Леонид Иванович Дубинин (1922—1989)).
В 1983 году окончил филологический факультет Ивано-Франковского государственного педагогического института им. В. С. Стефаника по специальности «Русский язык и литература». Именно в институте в научном студенческом кружке «Анализ литературного произведения», которым руководил тогдашний заведующий кафедрой русской и зарубежной литературы доктор филологических наук, профессор М. В. Теплинский (1924—2012), начал заниматься научной работой — изучением лирики Ф. И. Тютчева, результаты которой были отмечены дипломами Победителя республиканского конкурса студенческих научных работ (1981—1982 и 1982—1983 учебные годы).
В 1983—1986 годы работал учителем русского языка и литературы в средней школе с. Делева Тлумачского района Ивано-Франковской области.
В 1985—1986, 1988—1990 годы — аспирант Института литературы им. Т. Г. Шевченко АН УССР. Под руководством заведующей отделом русской литературы и литератур народов СССР члена-корреспондента АН УССР, доктора филологических наук, профессора Крутиковой Н. Е. написал и 23 апреля 1990 года защитил кандидатскую диссертацию на тему: «Лирика Ф. И. Тютчева в контексте русской поэзии середины XIX века».
После досрочного окончания аспирантуры с 1990 года работал, сначала ассистентом кафедры русской и зарубежной литературы Ивано-Франковского педагогического института им. В. С. Стефаника, с 1992 года — доцентом, с 2009 года — профессором кафедры мировой литературы, с 2012 — заведующим кафедрой мировой литературы, а с 2014 — заведующим кафедрой мировой литературы и сравнительного литературоведения Прикарпатского национального университета им. Василя Стефаника.
25 февраля 2008 года в Институте литературы им. Т. Г. Шевченко НАН Украины защитил докторскую диссертацию «Философская лирика: дифференциация видов и жанровая интеграция» (научный консультант доктор филологических наук, член-корреспондент НАН Украины Г. М. Сивоконь; официальные оппоненты: доктор филологических наук, профессор Н. В. Костенко; доктор филологических наук Т. П. Рудая; доктор филологических наук Э. М. Свенцицкая).
9 ноября 2010 года присуждено учёное звание профессора кафедры мировой литературы.
В апреле 2019 года читал блоковый курс лекций по литературоведческому анализу художественных текстов в Университете Масарика в Брно (Чехия).

## Научная деятельность
Научные исследования в отраслях теории литературы и литературной критики, методологии литературоведения, истории русской литературы ХІХ—ХХ ст., истории мировой литературы от Древности до эпохи Возрождения, литературоведческой компаративистике (украинско-польские общественно-литературные взаимоотношения), библиографии, методики преподавания литературоведческих дисциплин в вузах.
Автор монографий «В поэтическом мире Ф. И. Тютчева» (1997) и «Теоретическое изучение философской лирики и актуальные проблемы современного литературоведения» (2007, на укр. яз.), учебных пособий, а также более 100 разножанровых научных трудов, напечатанных в ведущих научных изданиях Украины («Слово і Час», «Зарубіжна література в школах України», «Collegium», «Вісник Прикарпатського університету. Філологія», «Питання літературознавства», «Русская литература. Исследования», «Записки Наукового товариства імені Шевченка», «Всесвітня література в середніх навчальних закладах України», «Наукові записки НаУКМА.
Філологічні науки», «Филологические исследования», «Гоголезнавчі студії», Вісник Львівського університету. Серія іноземні мови и др.), России (санкт-петербургском академическом журнале «Русская литература», московском журнале «Новое литературное обозрение», в научном сборнике «Вестник Томского государственного университета. Филология» и др., Польши (ольштынском научном журнале «Acta Polono-Ruthenica», жешовском научном сборнике «История и современность в русской литературе» и др.). Статьи об известных представителях украинской медицинской науки ХХ в. печатались в изданиях «Український медичний часопис: Актуальні питання клінічної практики», «Український пульмонологічний журнал», «Хірургія дитячого віку», «Клінічна хірургія», «Хірургія України», «Ліки України», «Український журнал дерматології, венерології, косметології».
Статьи печатались на украинском, английском, французском, немецком и русском языках.
Предложил интегральный методологический подход к изучения литературно-художественных феноменов, основанный на органичном соединении базовых составляющих СМД-методологии Г. П. Щедровицкого и философской герменевтики Х.-Г.Гадамера и позволяющий нейтрализовать в области науки о литературе негативные последствия абсолютизированного сциентизма и предельной специализации научной деятельности. Разработал теорию пространственного толкования категории «жанр» относительно лирического рода литературы, использовав её в теоретическом анализе феномена философской лирики в направлении различения компетенции гносеологических сфер общей и прикладной теории литературы.
Отстаивает идею существенной интенсификации теоретической отрасли литературоведения и организации системной методологической рефлексии существующих литературоведческих практик как ведущего механизма качественного изменения профессионального уровня украинской науки о литературе в соотношении с современными достижениями мировой гуманитаристики.
Является автором первого и единственного на текущий момент монографического исследования истории кафедры мировой литературы ПНУ имени Василя Стефаника «Історія моєї кафедри» (Івано-Франківськ: Видавець І. Я. Третяк, 2010. — 72 с.).
Член кандидатских специализированных учёных советов по сравнительному литературоведению и теории литературы при Тернопольском национальном педагогическом университете имени Владимира Гнатюка (2010–2014), по украинской литературе (2010–2012), по украинской литературе и теории литературы (2015–2018), по украинской литературе и сравнительному литературоведению (2018–2021) при Прикарпатском национальном университете имени Василя Стефаника.
В 2015—2017 годы входил в состав экспертного совета при МОН Украины по филологии и социальным коммуникациям.
С 2013 года — председатель редколлегии сборника научных статей «Султановские чтения» (укр. Султанівські читання) (ISSN 2415-3885 (online), ISSN 2313-5921 (print))[1]. Ответственный редактор сборника научных статей «Літературознавчі студії: компаративний аспект» (с 2014). Председатель редколлегии издания: «Султанов Ю. Актуальні проблеми методики викладання літератури: вибрані праці» (Івано-Франківськ: Симфонія форте, 2013, — 324 с.: іл. ISBN 978-966-286-013-9).
Член редколлегии научных периодических и продолжающихся изданий: «Зарубіжна література в школах України», «Історія. Філософія. Релігієзнавство» (оба — Киев), «Вісник Прикарпатського університету. Філологія (літературознавство)», «Слово: Прикарпатський вісник НТШ», «Методологічні проблеми гуманітарних досліджень: Матеріали VII міжнародного теоретичного семінару в межах постійно діючого симпозіуму “Об'єкт і суб'єкт гуманітарного пізнання”» (Камянец-Подольский национальный университет имени Ивана Огиенко, 2009), «Питання літературознавства» (Черновцы), «Rusycystyczne Studia Literaturoznawcze» (Wydawnictwo Uniwersytetu Śląskiego, Katowice, Polska, 2013–2016, вып. 23–26) и др. С 2016 — рецензент наукового журналу «Acta Polono-Ruthenica» (изд. Варминьско-Мазурского университета в Ольштыне, Польша).
Входит в рабочую группу сайта по изучению творчества Ф. И. Тютчева «Тютчевиана» (РФ)[2].
Инициатор создания при кафедре мировой литературы «Кабинета методики литературы имени доцента Юрия Султанова». Является автором идеи учреждения при этой кафедре Всеукраинской научно-практической конференции «Султановские чтения» как пролонгированного научного форума.
Со второй половины 2012 года возглавляет Прикарпатский центр практической компаративистики, основанный на кафедре мировой литературы ПНУ имени Василя Стефаника доктором филологических наук, профессором Владимиром Матвиишиным (1935—2012) при участии доктора филологических наук, профессора Марка Теплинского (1924–2012).

## Кинематографическая деятельность
С 2011 года работает в сфере документального кино, снимая полнометражные фильмы о жизни и деятельности известных украинских учёных – филологах Марке Вениаминовиче Теплинском (1924—2012), Владимире Григорьевиче Матвиишине  (1935—2012), Дмитрии Сергеевиче Наливайко (род. 1929), Наталье Ростиславовне Мазепе (1930–2019), о физике Петре Ивановиче Мельнике (1934—2013) и торакальном хирурге Ольге Матвеевне Авиловой (1918—2009).

## Избранные публикации
Вибрані праці: монографічні роботи; навчальні посібники; статті; з додатком бібліографічного покажчика праць за 1982–2014 рр. (CD-ROM, електронний ресурс, 2014 рік). — Режим доступа: https://mega.nz/#F!ZahnRJ4K!y-8BYUwlVSnWH8Zp8hSyKA
Книги 
- В поэтическом мире Ф. И. Тютчева / Отв. ред. член-корр. НАН Украины Н. Е. Крутикова. — Ивано-Франковск: Плай; Коломыя: ВіК, 1997. — 156 с. — (К 200-летию со дня рождения Ф. И. Тютчева). ISBN 966-550-057-0 — Режимы доступа: https://mega.nz/#!1bpEgCKC!o6lDM00JDyzNSCeVCV0JxlLYhAirDEV5tXWhPH4Gx0I или: http://ruthenia.ru/tiutcheviana/publications/kozlik3.html или: http://tutchev.lit-info.ru/tutchev/about/kozlik/v-poeticheskom-mire.htm
- Теоретичне вивчення філософської лірики і актуальні проблеми сучасного літературознавства / Наук. ред. член-кор. НАН України Г. М. Сивокінь. — Івано-Франківськ: Поліcкан; Гостинець, 2007. — 591 с. ISBN 978-966-8207-70-9 — Режим доступа: https://mega.nz/#!UDRjyBiD!1kC-kFxFoAQfQLtOQRtxvPSluQBo56tRif6AxQeGr3M
- Методологічні аспекти теорії літературного стилю О. В. Чичеріна: (Repetitorium до теми). — Івано-Франківськ: Симфонія форте, 2010. — 44 с. ISBN 978-617-7009-17-6 — Режим доступа: https://mega.nz/#!QSw1HQRA!9Qsous66ZoarINqm_fD8tOo9QfJmp6rZqaYEa0csqgI
- Світова література доби Середньовіччя та епохи Відродження: навч. посібник [для студ. вищ. навч. закл.]. — Івано-Франківськ: Симфонія форте, 2011. — 344, [1] с.: іл. — Бібліогр.: С. 235—291. — ISBN 978-617-7009-21-3 — Режим доступа: https://mega.nz/#!5e4D2ahC!AYYNGNznEbQmZ0XpNbr9DX2cNLXcY35K6ISsvSfkM6Y
- Професія крізь призму людяності. –– Івано-Франківськ: Симфонія форте, 2016. — 228 с. ISBN 978-617-7009-68-8 — Режим доступа: https://mega.nz/#!JPJlAIAA!qKIM1_GBaQ4yyZVpqZwcd9uF_VZisq6ZHpfN7GCS4KA
- Історія моєї кафедри: історичний нарис (1940—2010). — Івано-Франківськ: Видавець І. Я. Третяк, 2010. — 72 с.: іл. ISBN 978-966-1521-60-5 — Режим доступа: https://mega.nz/#!cKARlSyB!HuG8PAzUB6c9yMz_pTOoOQ3Co3_WP_y_ffYYf5q3wb8
- Леонід Михайлович Гольдштейн (1919—2005): Біобібліографічний покажчик / Відпов. ред. І. В. Козлик. — Івано-Франківськ: Симфонія форте, 2011. — 153 с.: іл. ISBN 978-617-7009-46-6 — Режим доступа: https://mega.nz/#!9XgRHZIC!JTqLjXri18N5NtG23mEc9rH3L9gyKVxDgFeXJOljc9Q
- Ольга Матвіївна Авілова (1918–2009): Біобібліографічний покажчик / упор.: В. Г. Гетьман, І. В. Козлик, П. П. Со¬кур, М. М. Багіров, А. В. Макаров; відпов. ред. В. Г. Гетьман та І. В. Козлик. Івано-Франківськ: Симфонія форте, 2018. — 208 с.: іл. Режим доступа: https://mega.nz/#!Qf5STYzI!zbyNv8mrhezqTgd3kKnqM2f2wSUrW4wpmxjAcaOrsPM
- Антична література: (Лекційні матеріали у формі repetitorium’у). — Івано-Франківськ: Симфонія форте, 2020. — 180 с. Режимы доступа: https://drive.google.com/file/d/1Afhh3rO3AMdIbNwwS6O6qLY87jaFGBVQ/view?usp=sharing или: https://mega.nz/file/FDAl0CQI#IOl3lc3YnVto-GNpy5BKbFBYZz0WHEQ-ZfEP0eMVBks
- Літературознавчий аналіз художнього тексту/твору в умовах сучасної міжнаукової та міжгалузевої взаємодії. — Брно, 2020. - 235 с. — Режимы доступа: https://drive.google.com/file/d/1NNDEs5RaH7HZf1bf9jKMRIwSO5362lJr/view?usp=sharing или: https://mega.nz/file/dPBE3SKC#Jy1bmgVXfZRtitCQexNCtl7rUi_8SwRGG5EjjzxcKAc
- Марко Теплінський: «Чинити як належить...»: Сповідь. Очима Іншого. — Івано-Франківськ: Симфонія форте, 2021. — 156 с. — 1 електрон. опт. диск (CD-ROM). — Об’єм даних121 Мб. ISBN 978-966-286-198-3. Режимы доступа: https://kslipl.pnu.edu.ua/wp-content/uploads/sites/108/2021/01/І_Козлик_Книга-про-Марка-Теплінського.pdf или: https://mega.nz/file/UDpT2AIa#P1qounCDUrT-4cMgoNskDzU0FRZZz7qWCF8afucyHtY
- Марк Теплинский: «Делать как должно...»: Исповедь. Глазами Другого. — Ивано-Франковск : Симфония форте, 2021. — 156 с. — 1 электрон. опт. диск (CD-ROM). — Объём данных 118 Мб. ISBN 978-966-286-201-0. Режимы доступа: https://kslipl.pnu.edu.ua/wp-content/uploads/sites/108/2021/01/И_Козлик_Книга-о-Марке-Теплинском.pdf или: https://mega.nz/file/xTpxEC5B#9pfyVMTCDy0xJWkSKAlyCVTbfzJCjD5Qb2lwhtGFkRE
- Залишатися людиною : (Книга про професора Петра Івановича Мельника). — Івано-Франківськ : Симфонія форте, 2021. — 140 с. ISBN 978-966-286-203-4 Режимы доступа: https://kslipl.pnu.edu.ua/wp-content/uploads/sites/108/2021/04/Книга-про-Петра-Мельника-з-обкл.pdf или: https://mega.nz/file/xWAmGThD#EiO2DhUkdKTsLdWD-s8VSpR9oYtCL32-c0o8IxFXkcY
- Академік Дмитро Наливайко : Сповідь на тлі поглядів ззовні / автор-упорядник і редактор І.В. Козлик; передм., коммент, прим. і післяслово І.В. Козлика. Івано-Франківськ : Симфонія форте, 2024. 208 с.: іл. URL: https://drive.google.com/file/d/12Laml_Vsvxfih7FzzlPW_wZj0ZjyGY62/view?usp=sharing
- Козлик І. В. Сучасна літературознавча епістемологія (Лекційні матеріали) : навчальний посібник. Івано-Франківськ : Симфонія форте, 2023. 212 с.: іл. URL: https://shron1.chtyvo.org.ua/Kozlyk_Ihor/Suchasna_literaturoznavcha_epistemolohiia_Lektsiini_materialy.pdf?
- Очима Іншого : Володимир Матвіїшин = Avec les yeux de l’autre: Volodymyr Matviichyne / пер. франц. О.Г. Скарбек і Н.Я. Яцків. Івано-Франківськ: ПНУ імені Василя Стефаника, 2024. 200 с. : іл. URL: https://kslipl.pnu.edu.ua/wp-content/uploads/sites/108/2024/10/kozlyk_knyha-pro-matviishyna_opt.pdf

Статьи 
- Літературна критика і літературознавство: проблематика взаємостосунків у методологічному аспекті // Слово і Час. — 2007. — № 6. — С. 8–14. — Режим доступа: https://mega.nz/#!wHgW1Y6K!3C543jr8FgkCWxZrM5FSPIkH5wYzTeHB3JS0pfv-t2w
- Проблема «Літературознавство і мультикультуралізм» у площині методологічної та теоретичної рефлексії (Стаття перша) // Питання літературознавства: Наук. зб. — Чернівці: Рута, 2009. — Вип. 77. — С. 142–154. — Режимы доступа: http://dspace.nbuv.gov.ua/bitstream/handle/123456789/18437/18-Kozlik.pdf?sequence=1 или: https://mega.nz/#!VHhRyBDT!jZdkben2JX8S_4BG9Z6-1NMYi8PozuS-PnREqkUNd5Y
- Проблема «Літературознавство і мультикультуралізм» у площині методологічної та теоретичної рефлексії (Стаття друга) // Питання літературознавства: Наук. зб. — Чернівці: Рута, 2009. — Вип. 78. — С. 135–144. — Режимы доступа: http://dspace.nbuv.gov.ua/bitstream/handle/123456789/18480/16-Kozlik.pdf?sequence=1 или: https://mega.nz/#!8boywZ7T!1rheeClFVciCBaYvQNdSAoxV5eFlDJ-zusO4114Pt6o
- Творча спадщина Миколи Гоголя в площині теоретико-літературної проблематики // Гоголезнавчі студії = Гоголеведческие студии / Відпов. ред. П. В. Михед. — Ніжин: НДУ ім. М. В. Гоголя, 2009. — С. 77–107. — Режимы доступа: http://russistica.narod.ru/irliua/gogoliana/2009-18/Kozlyk.pdf или: https://mega.nz/#!VHBz3RwJ!EB2HSsA6HOBqHRys4gulTt4mUHFELfq7JviBGcODZUw
- Романизация лирики Н. А. Некрасова («панаевский» цикл) // Рус. лит. — 1997. — № 3. — С. 29–41. — Режим доступа: http://lib.pushkinskijdom.ru/LinkClick.aspx?fileticket=sVX7OYKpIdo%3d&tabid=10540
- Деякі питання подальшого вивчення лірики Ф. І. Тютчева // Słowianie Wschodni. Duchowość — Kultura — Język. Księga referatow wygłoszonych na sesji jubileuszowej z okazji siedemdziesięciolecia urodzin Profesora Ryszarda Łużnego i Profesora Wiesława Witkowskiego / Pod. red. A. Bolek, D. Piwowarskiej, A. Rażny. — Kraków: Wydawnictwo Uniwersytetu Jagiellońskiego, 1998. — S. 177—182. — Режим доступа: http://www.ruthenia.ru/tiutcheviana/publications/kozlik1.html (Авторизованный пер. на рус. яз. О. Давыдовой «Некоторые вопросы дальнейшего изучения лирики Ф. И. Тютчева» см.: http://www.ruthenia.ru/tiutcheviana/publications/kozlik2.html
- Русская философская лирика XIX века: итоги и перспективы изучения // История и современность в русской литературе / Pod. red. K. Prusa. — Rzeszów, 1999. — Т. І. — S. 19–31.
- Проблема культурного пограниччя: спроба теоретичної ідентифікації // Acta Polono-Ruthenica. — Olsztyn: Wydawnictwo Uniwersytetu Warmińsko-Mazurskiego, 2005. — T. Х. — S. 9–20
- Мультикультурализм и методологические проблемы литературоведения // Вестник Томского государственного университета. Филология: Науч. журнал. — Томск, 2009. — № 2(6). — С. 41–58. — Режим доступа: http://sun.tsu.ru/mminfo/000063105/fil/06/image/06-041.pdf
- Методологічні орієнтири літературознавчої спадщини М. В. Теплінського. Султанівські читання : зб. статей. Івано-Франківськ: Симфонія форте, 2014. Вип. 3. С. 6–12. Режим доступа: https://kslipl.pnu.edu.ua/wp-content/uploads/sites/108/2020/02/Sultanivski-chytannia-III-2014.pdf
- Методологічні параметри літературознавчих практик Нонни Копистянської. Слово і Час. Київ, 2014. № 4. С. 76–83. Режим доступа: https://il-journal.com/index.php/journal/issue/view/57/55
- Komparatistische Aspekte der Untersuchung zu den Prosawerken von Osyp Nasaruk und Lion Feuchtwanger. Султанівські читання: зб. Івано-Франківськ: Симфонія форте, 2015. Вип. ІV. С. 35–43. (В соавторстве с G. Protsiv). Режим доступа: https://kslipl.pnu.edu.ua/wp-content/uploads/sites/108/2020/02/Sultanivski-chytannia-IV-2015.pdf
- Роман Гром’як: методологічні параметри наукової діяльності ученого. Studia methodologica. Тернопіль: ТНПУ, 2015. № 40. С. 9–27. Режим доступа: http://dspace.tnpu.edu.ua/bitstream/123456789/6361/1/Kozlyk.pdf
- Спадкоємність у літературознавстві: механізми реалізації та значення. Питання літературознавства : наук. зб. Чернівці: Чернівецький нац. ун-т, 2015. Вип. 91. С. 137–150. Режим доступа: http://www.irbis-nbuv.gov.ua/cgi-bin/irbis_nbuv/cgiirbis_64.exe?I21DBN=LINK&P21DBN=UJRN&Z21ID=&S21REF=10&S21CNR=20&S21STN=1&S21FMT=ASP_meta&C21COM=S&2_S21P03=FILA=&2_S21STR=Pl_2015_91_13
- Алгоритмізація як один із видів методологічної роботи в літературознавстві (на матеріалі наукової спадщини О. В. Чичеріна). Вісник Львівського ун-ту. Серія іноземні мови. Львів, 2016. Вип. 24. Ч. 1. С. 113–119.
- Что осталось... Homo liber: сборник памяти Л. Г. Фризмана / ред.-сост. П. С. Глушаков, Д. С. Бураго. Киев: Издательский Дом Дмитрия Бураго, 2020. С. 8–26.
- Polish literature studies in a statistical research at the department of world literature and comparative literary criticism at Vasyl Stefanyk PreCarpathian national university. Astraea. Kharkiv, 2020. Vol. 1. No. 1. P. 64–80. (doi: 10.34142/astraea.2020.1.1.04). Режим доступа: http://journals.hnpu.edu.ua/index.php/astraea/article/view/3034
- «Усе іде, але не все минає...». Животворне світло слова : збірник наукових студій пам’яті докторки філологічних наук Наталії Ростиславівни. Київ: Видавничий дім Дмитра Бураго, 2021. С. 15–31. Режим доступа: http://194.44.152.155:8080/handle/123456789/9969

Художественный перевод 
- Поетичні інтерпретації – 2 / оригінальні тексти, переклади, примітки. Івано-Франківськ : Симфонія форте, 2020. 140 с. — Режим доступа: https://mega.nz/file/4K5VCbSZ#AH7hjRdiUKfzzDTypoMrrx1vw4Q9M22af03nZ81SH_k (переводы на украинский язык стихов Д. Самойлова, Ю.Левитанского, Б.Окуджавы, В. Соколова и Р. Рождественского).

Фильмография 
- 2012 — Марко Теплінський — учитель, вчений, людина. Режимы доступа: https://www.youtube.com/watch?v=t0RzOuuPFHk&t=2470s или: https://mega.nz/#!oTgWQLCD!iA5-flTE31QzHHNXgVUHWe9M2w08zIW-4Vx9X8c3iA8
- 2013 — Очима Іншого: Марко Теплінський і Володимир Матвіїшин Режимы доступа: https://www.youtube.com/watch?v=yxNCsKUF-hM или: https://mega.nz/#!ceJnVBiS!Vn3QxtWTEofdzXja6mfsIiGVIQEcSLtaZMu4b8CEXGs
- 2014 — Залишатися людиною, або Не дати померти пам'яті Режимы доступа: https://www.youtube.com/watch?v=oduG25bWjLA или: https://mega.nz/#!4bBFzZpb!0azs2oa1ZhEODm1EfKoZVSVD5_am54jB5BgZ66eSYes
- 2016 — Академік Дмитро Наливайко Режимы доступа: https://www.youtube.com/watch?v=Te3XxjFy2mo или: https://mega.nz/#!sKASDIJL!X07XJFK83LzN3eWyhtZ60UDuac2sNOTi9b9WA2BKRW0
- 2018 — Професія як життя. Режимы доступа: https://www.youtube.com/watch?v=SvO2n9-vgdQ или: https://mega.nz/#!tXxRDCIb!2XlJyyGpWgEfGLgbkSCEIztGC1uJnGHA81f3rJL_NdY
- 2021 — Наталія Ростиславівна Кавецька-Мазепа. Режимы доступа: https://www.youtube.com/watch?v=dA2F0jLk6C0 или: https://mega.nz/file/oOAi3ZJD#-4cUTErrf7UUEMmGaHeiHGt1Hhlkif8jgKnBQDpk_qs
- 2022 — Професія: лікар. (Документальний фільм у 3-х частинах / 7 серіях). Творчий проект І. В. Козлика. Режисер і оператор І. В. Козлик. Загальна тривалість 7 год. 35 хв. 42 сек. URL: https://www.youtube.com/@user-og6iz3qp6q/videos
- 2024 — Конференція до 100-річчя професора Марка Теплінського: відеоваріант форуму: в 4-х частинах. Ідея і повна реалізація документального проєкту І. В. Козлик. Загальна тривалість 6 год. 55 хв. 52 сек. URL: https://www.youtube.com/@ІгорКозлик-я1у/videos